# 中央興医会
中央興医会株式会社（ちゅうおうこういかい）は、かつて東京都葛飾区亀有5-14-1に本社を置いた、医薬品・医療機器・医療用検査試薬・介護用品・健康食品・一般用医薬品等の卸売販売をおこなう企業である。三共系医薬品卸であった。 現在は「アルフレッサ株式会社」である。

## 概要
- 資本金・4800万円
- 代表取締役社長・宇野鉄男

## 大株主
- 三共　44.5％
- 中外製薬　14.9％
- キンキ薬品　13.8％
- エーザイ　8.0％
- 明治製菓　2.8％
- 萬有製薬　2.5％

## 沿史
- 昭和22年創業
- 昭和37年11月10日「株式会社平井商店」と合併して「興医会」設立
- 昭和38年6月27日三共の出資により「株式会社興医会」(東京都文京区本郷・資本金1200万円・代表取締役　村上進仁)と商号変更
- 昭和45年「中央薬品株式会社」の一般用医薬品の営業権を譲受し「中央興医会株式会社」に商号変更
- 昭和53年3月「朝日薬品株式会社」を合併
- 昭和61年「石原薬局株式会社」の営業権を譲受
- 平成12年10月大阪府の「アズウェル」と合併

## 営業所
東京都葛飾支店・文京支店・練馬支店・南部営業所・西部営業所

## 主な取引メーカー
- 三共
- 中外製薬
- エーザイ
- 萬有製薬
- ファイザー
- 大塚製薬
- 久光製薬
- 東京田辺
- 第一製薬
- 明治製菓